# Григорово (Каринское сельское поселение)
Григорово — деревня в Александровском муниципальном районе Владимирской области России. Входит в состав Каринского сельского поселения.

## География
Расположена в 16 километрах на юго-запад от центра поселения села Большого Каринского и в 21 километре на юго-запад от города Александрова.

## История
В конце XVII века в двух верстах от деревни находилось кладбище на реке Грязевке. На этом кладбище священник села Тимофеевского Анания Исаев в 1694 году построил деревянную церковь во имя Пророка Илии. В 1732 году повелено было крестьян деревень Григорово и Неелово приписать в приход к вышеописанной Ильинской церкви. В этих деревнях по переписным книгам 1703 года числился 41 двор. Так образовался Григорово-Нееловский приход.
В 1771 году Ильинская церковь перенесена была на новое место между деревнями Григорово и Неелово, однако селом стало именоваться Нееловым.
В XIX — начале XX века деревня входило в состав Ботовской волости Александровского уезда, с 1926 года — в составе Карабановской волости. В 1859 году в деревне числилось 38 дворов, в 1905 году — 47 дворов, в 1926 году — 43 двора.
С 1929 года деревня входила в состав Нееловского сельсовета Александровского района, с 1941 года — в составе Ново-Воскресенского сельсовета Струнинского района, с 1959 года — в составе Лизуновского сельсовета, с 1965 года — в составе Александровского района, с 2005 года — в составе Каринского сельского поселения.

## Население
| 1859 | 1905 | 1926 | 2002 | 2010 | 2021 |
| ---- | ---- | ---- | ---- | ---- | ---- |
| 254  | ↘229 | ↘200 | ↘157 | ↘102 | ↘69  |

## Достопримечательности
В настоящее время церковь Илии Пророка (1808-1815) бывшего села Неелова располагается на территории деревни.